# Liste der Bodendenkmäler in Würselen
Die Liste der Bodendenkmäler in Würselen enthält die denkmalgeschützten unterirdischen baulichen Anlagen, Reste oberirdischer baulicher Anlagen, Zeugnisse tierischen und pflanzlichen Lebens und paläontologischen Reste auf dem Gebiet der Stadt Würselen in der Städteregion Aachen in Nordrhein-Westfalen (Stand: Dezember 2013). Diese Bodendenkmäler sind in Teil B der Denkmalliste der Stadt Würselen eingetragen; Grundlage für die Aufnahme ist das Denkmalschutzgesetz Nordrhein-Westfalen (DSchG NRW).
| Bild                          | Bezeichnung                                                                       | Lage                                                                                                | Beschreibung | Bauzeit | Eingetragen seit | Denkmal- nummer |
| ----------------------------- | --------------------------------------------------------------------------------- | --------------------------------------------------------------------------------------------------- | --- | ------- | ---------------- | --------------- |
|                               | Landwehr, Landgraben                                                              | Stöckergäßchen                                                                                      | |         | 17.01.1985       | B 1             |
|                               | Mergelgrube                                                                       | Hambacher Busch                                                                                     | |         | 17.05.1985       | B 2             |
| Aachen-Frankfurter Heerstraße | Aachen-Frankfurter Heerstraße                                                     | Dürener Straße, Nördlich der L223 zwischen Anschlussstelle Broichweiden der A44 und Lindener Straße | |         | 23.10.1989       | B 3             |
|                               | verschütteter Stollenmund                                                         | nördlich von Scherberg                                                                              | |         | 09.06.1994       | B 4             |
|                               | Stollen, Schürfgruben, Pingen, Hohlweg, Bergbaugelände                            | südlich von Burg Wilhelmstein                                                                       | |         | 09.06.1994       | B 5             |
|                               | Bergbaugelände, Zechenwüstung, Stollen, Pingen, Schürfgruben, Hohlweg, Neue Furth | nordwestlich von Pley                                                                               | |         | 09.06.1994       | B 6             |
|                               | Bergbaugelände, Stollen, Pingen, Zechenwüstung, Grube Ath                         | südwestlich von Bardenberg                                                                          | |         | 09.06.1994       | B 7             |
|                               | Bergbaugelände, Zechenwüstung, Pingen, Alte Furth                                 | westlich von Bardenberg                                                                             | |         | 09.06.1994       | B 8             |
|                               | Burg Wilhelmstein                                                                 | An Wilhelmstein                                                                                     | |         | 02.10.2003       | B 9             |
|                               | Zechenwüstung                                                                     | nordwestlich von Morsbach                                                                           | |         | 24.09.2004       | B 10            |
| Siedlung/Kirche               | Siedlung/Kirche                                                                   | Jodokusplatz Karte                                                                                  | Hier stand die alte Jodokuskapelle von Weiden, die dem heiligen Jodokus geweiht war. Sie wurde 1904, nach Fertigstellung der neuen Kirche St. Lucia abgerissen. |         | 16.06.2005       | B 11            |